# Mark Rogers (soccer)
Pour les articles homonymes, voir Mark Rogers et Rogers.
Mark Rogers, né le 3 novembre 1975 à Guelph en Ontario, est un joueur international canadien de soccer, qui évolue au poste d'arrière latéral, reconverti entraîneur.

## Biographie

### Carrière en club (1998-2005)
Mark Rogers commence le soccer au Tsawwassen SC, puis étudie à l'Université de la Colombie-Britannique. Il évolue également au sein de l'équipe de soccer des Thunderbirds de l'UCB, le programme sportif interuniversitaire de l'Université de la Colombie-Britannique de 1994 à 1997. Il passe aussi trois saisons, jouant pour les Canadians de Burnaby entre 1996 et 1998.
Mark Rogers signe son premier contrat professionnelle avec Wycombe Wanderers en août 1998. Le 16 octobre 1999, il fait ses débuts professionnel en Second Division contre Notts County (défaite 2-1). La saison suivante, le 22 août 2000, il marque son premier but en professionnel en Coupe de la Ligue contre Barnet, lors d'une défaite 2-1. Puis, le 10 février 2001, il inscrit son premier but en Second Division contre Oxford United (victoire 1-2). Le 26 décembre 2003, contre Brighton & Hove Albion, il reçoit son premier carton rouge (défaite 4-0). 
Le 9 janvier 2004, il est prêté un mois à Stevenage Borough, qui évolue en Conference National. Le 17 janvier 2005, il fait ses débuts en Conference National contre Burton Albion (victoire 1-0). La semaine saison, il inscrit son seul but en Conference National face à Ebbsfleet United, lors d'une victoire 2-3.
Le 20 avril 2004, il rejoint Stevenage Borough. Le 22 janvier 2005, il joue son dernier match en Conference National contre Canvey Island (défaite 3-0). En mai 2006, après une saison blanche, il met un terme à sa carrière sportive.

### Carrière internationale (2000-2003)
Le 9 octobre 2000, Mark Rogers honore sa première sélection avec le Canada contre le Panama lors des éliminatoires de la Coupe du monde de 2002. Lors de ce match, il entre à la 89e minute de la rencontre, à la place de Daniel Imhof. La rencontre se solde par une victoire d'un à zéro.
En janvier 2002, il fait partie des 18 appelés par le sélectionneur national Holger Osieck pour la Gold Cup 2002. Lors de cette compétition organisée aux États-Unis, il joue quatre rencontres. Le Canada termine troisième du tournoi. Il joue son dernier match avec le Canada le 18 novembre 2003, contre l'Irlande en amical (défaite 3-0).
Mark Rogers compte sept sélections (dont deux en tant que titulaire) avec l'équipe du Canada entre 2000 et 2003.

## Statistiques détaillées
| Saison                | Club                     | Championnat           | Championnat | Championnat | Coupe nationale | Coupe nationale | Coupe de la Ligue | Coupe de la Ligue | Autres compétitions | Autres compétitions | Autres compétitions | Canada | Canada | Total | Total |
| Saison                | Club                     | Division              | M.          | B.          | M.              | B.              | M.                | B.                | Comp.               | M.                  | B.                  | M.     | B.     | M.    | B.    |
| 1999-2000             | Wycombe Wanderers        | Second Division       | 25          | 0           | 4               | 0               | 0                 | 0                 | FLT                 | 1                   | 0                   | -      | -      | 30    | 0     |
| 2000-2001             | Wycombe Wanderers        | Second Division       | 22          | 1           | 6               | 1               | 4                 | 1                 | FLT                 | 2                   | 0                   | 1      | 0      | 35    | 3     |
| 2001-2002             | Wycombe Wanderers        | Second Division       | 41          | 2           | 4               | 0               | 1                 | 0                 | FLT                 | 1                   | 0                   | 4      | 0      | 51    | 2     |
| 2002-2003             | Wycombe Wanderers        | Second Division       | 36          | 1           | 0               | 0               | 1                 | 0                 | FLT                 | 3                   | 1                   | -      | -      | 40    | 2     |
| 2003-2004             | Wycombe Wanderers        | Second Division       | 15          | 0           | 1               | 0               | 2                 | 0                 | FLT                 | 1                   | 0                   | 2      | 0      | 21    | 0     |
| Sous-total            | Sous-total               | Sous-total            | 139         | 4           | 15              | 1               | 8                 | 1                 | -                   | 8                   | 1                   | 7      | 0      | 177   | 7     |
| 2003-2004             | Stevenage Borough (prêt) | Conference National   | 4           | 1           | -               | -               | -                 | -                 | -                   | -                   | -                   | -      | -      | 4     | 1     |
| 2004-2005             | Stevenage Borough        | Conference National   | 16          | 0           | 2               | 0               | -                 | -                 | -                   | -                   | -                   | -      | -      | 18    | 0     |
| Sous-total            | Sous-total               | Sous-total            | 20          | 1           | 2               | 0               | 0                 | 0                 | -                   | 0                   | 0                   | 0      | 0      | 22    | 1     |
| Total sur la carrière | Total sur la carrière    | Total sur la carrière | 159         | 5           | 17              | 1               | 8                 | 1                 | -                   | 8                   | 1                   | 7      | 0      | 199   | 8     |